# 庇理羅士

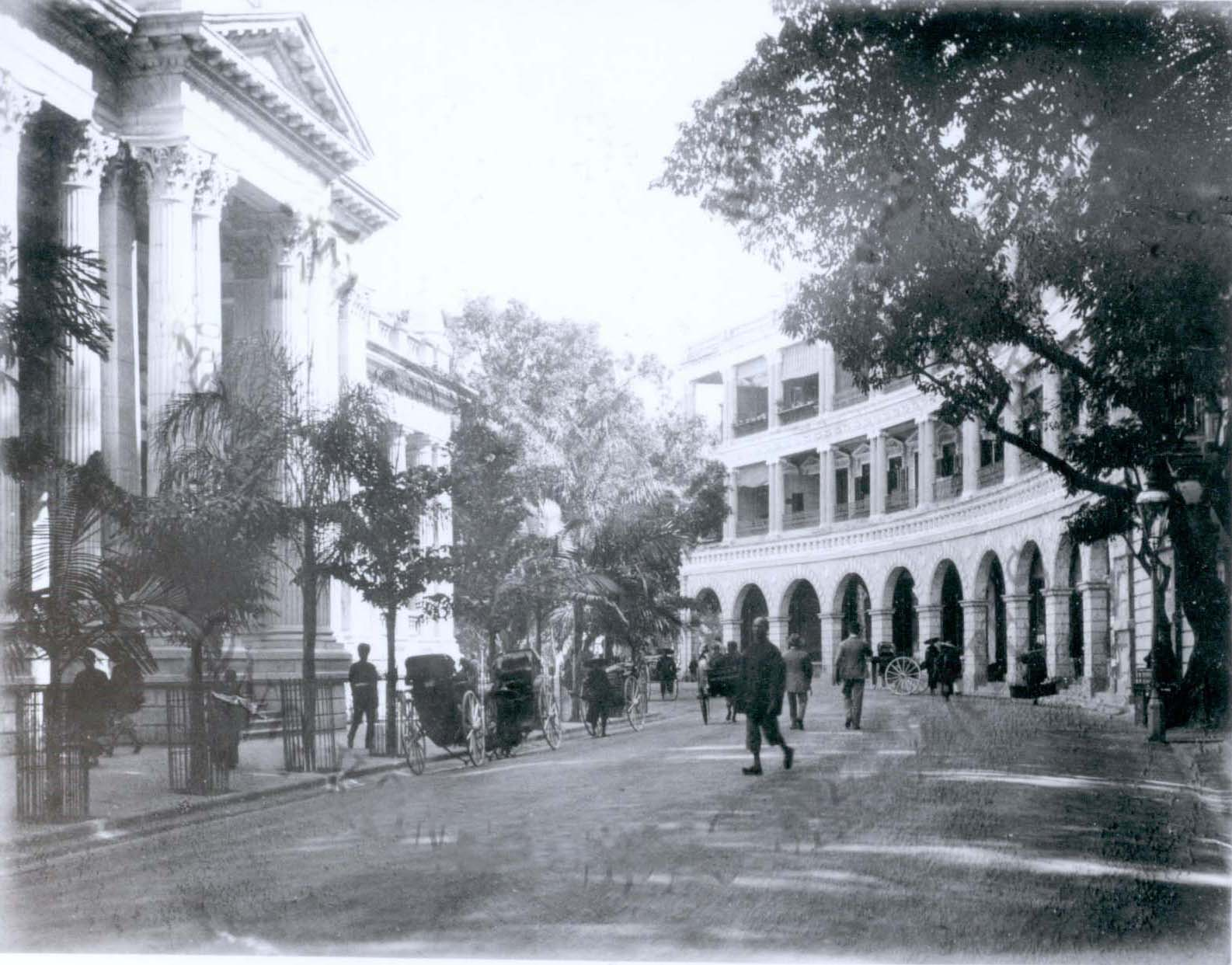
柏拱行，攝於1890年

庇理羅士（英語：Emanuel Raphael Belilios，1837年11月14日—1905年11月11日），香港著名猶太裔商人、慈善家。

## 簡歷
庇理羅士生於印度加爾各答一個猶太商人家庭，1862年來香港經營鴉片貿易生意，1870年間亦曾擔任香港上海匯豐銀行董事，在香港擁有多項物業，如香港島中環炮台里莊士敦樓，及1878年興建位於中環皇后大道中4號柏拱行等。1881至1900年間兩度擔任立法局議員。後於1901年與兒子Raphael Emanuel Belilios (Billy) 移居倫敦，於1905年病逝於倫敦。

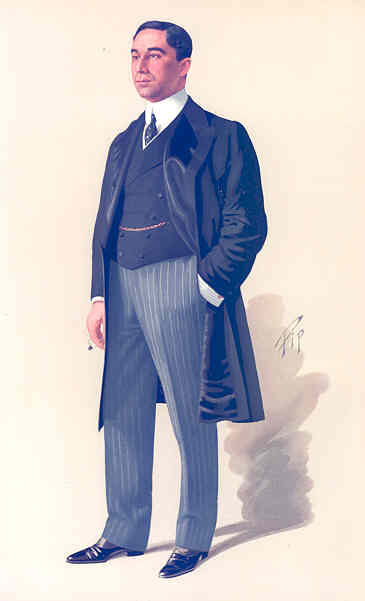
庇理羅士兒子Raphael Emanuel Belilios (Billy) 於1910年1月6日的畫像

## 慈善
1890年，香港政府設立中央女子書院。1893年，庇理羅士捐了25,000港元予中央女子書院，以便學校能在中環道中央書院原址興建一幢三層高的新校舍。為感謝庇理羅士的捐獻，學校改以他的名字來命名為庇理羅士女子中學。